# 東日本高速道路関東支社
東日本高速道路関東支社（ひがしにほんこうそくどうろ・かんとうししゃ）は、東日本高速道路（NEXCO東日本）の支社の一つ。旧日本道路公団（JH）の東京第二管理局（その後の東京管理局東局・関東第一支社）の流れを汲んでいる。

## 支社所在地
- 埼玉県さいたま市大宮区桜木町1丁目11番地20　大宮JPビルディング 15〜17階
  - 旧社屋：東京都台東区北上野1-10-14 （2015年1月12日まで使用[1]）

## 管轄路線・事務所
NEXCO管轄の高速道路・有料道路のうち、東名高速道路・中央自動車道周辺を除く関東地方の大部分の路線と長野道安曇野IC以北の長野県北部の路線を管轄している。
- 東京都内・神奈川県内の東名高速道路・中央自動車道、圏央道茅ヶ崎JCT - あきる野IC、神奈川県内の新東名高速道路・新湘南バイパス・西湘バイパス（有料区間）・小田原厚木道路はNEXCO中日本東京支社の管轄。

### 管理事務所
管理事務所では管轄区間の高速道路・有料道路の維持管理・料金サービスを行っており、京浜管理事務所ではこれに加えて日比谷自動車駐車場の管理も行っている。
| 名称                         | 管轄路線 | 所在地                                                              |
| ---------------------------- | --- | ------------------------------------------------------------------- |
| 加須管理事務所               | 東北自動車道（川口JCT-佐野藤岡IC） 圏央道（川島IC-常総IC）                                                                                            | 〒347-0013 埼玉県加須市大字北篠崎90 （東北道加須ICに併設）          |
| 宇都宮管理事務所             | 東北自動車道（佐野藤岡IC-白河IC） 北関東自動車道（太田桐生IC-岩舟JCT、栃木都賀JCT-桜川筑西IC）                                                        | 〒322-0026 栃木県鹿沼市茂呂24-2 （東北道鹿沼ICに併設）              |
| 三郷管理事務所               | 東京外環自動車道（全線） | 〒341-0056 埼玉県三郷市番匠免2-101-1 （常磐道三郷ICに併設）         |
| 谷和原管理事務所             | 常磐自動車道（三郷IC-岩間IC） 圏央道（常総IC-神崎IC）                                                                                                 | 〒300-2435 茨城県つくばみらい市筒戸1606 （常磐道谷和原ICに併設）    |
| 水戸管理事務所               | 常磐自動車道（岩間IC-いわき勿来IC） 北関東自動車道(桜川筑西IC-水戸南IC) 東水戸道路（全線） 東関東自動車道（鉾田IC-茨城町JCT）                         | 〒311-4163 茨城県水戸市加倉井町2206 （常磐道水戸ICに併設）          |
| 所沢管理事務所               | 関越自動車道（練馬IC-本庄児玉IC） 圏央道（あきる野IC-川島IC）                                                                                         | 〒359-0012 埼玉県所沢市大字坂之下761-1 （関越道所沢ICに併設）       |
| 高崎管理事務所               | 関越自動車道（本庄児玉IC-水上IC） 上信越自動車道（藤岡JCT-松井田妙義IC） 北関東自動車道（高崎JCT-太田桐生IC）                                         | 〒370-0015 群馬県高崎市島野町831 （関越道高崎ICに併設）             |
| 長野管理事務所               | 上信越自動車道（松井田妙義IC-信濃町IC） 長野自動車道（安曇野IC-更埴JCT） 中部横断自動車道（佐久小諸JCT-小諸御影料金所）                               | 〒381-1225 長野県長野市松代町東寺尾1195-2 （上信越道長野ICに併設）  |
| 千葉管理事務所               | 京葉道路（一之江橋西詰-穴川西IC） 東関東自動車道（高谷JCT-潮来IC） 新空港自動車道(全線) 圏央道（神崎IC-大栄JCT）                                      | 〒263-0001 千葉県千葉市稲毛区長沼原町177 （東関東道千葉北ICに併設） |
| 市原管理事務所               | 京葉道路（穴川西IC-蘇我IC） 館山自動車道(蘇我IC-木更津北IC） 千葉東金道路（全線） 圏央道（松尾横芝IC-茂原長南IC）                                     | 〒290-0031 千葉県市原市村上815 （館山道市原ICに併設）               |
| 東京湾アクアライン管理事務所 | 館山自動車道（木更津北IC-富津竹岡IC） 富津館山道路（全線） 東京湾アクアライン（全線） 東京湾アクアライン連絡道（全線） 圏央道（茂原長南IC-木更津JCT） | 〒292-0008 千葉県木更津市中島2533 （アクアライン木更津TBに併設）    |
| 京浜管理事務所               | 第三京浜道路（全線） 横浜新道（有料区間全線） 横浜横須賀道路（全線） 日比谷自動車駐車場                                                               | 〒224-0044 神奈川県横浜市都筑区川向町1047 （第三京浜港北ICに併設）  |

#### 統廃合された管理事務所
- 那須管理事務所：栃木県那須郡那須町高久甲4156-4 (東北道那須ICに併設)[2]
  - 東北道宇都宮IC-白河IC間を管轄。
2023年7月1日付で宇都宮管理事務所へ統廃合された。
- 佐久管理事務所：長野県佐久市岩村田116 (上信越道佐久ICに併設)[3]
  - 上信越道富岡IC-坂城IC間 および 中部横断道 佐久小諸JCT-小諸御影料金所間を管轄。
2023年11月1日付で高崎管理事務所および長野管理事務所へ統廃合された。

### 工事事務所
工事事務所では管内における高速道路・有料道路の新規区間建設やIC・PAの新設工事、4車線化を担当している。
| 名称               | 担当事業 | 所在地                                       |
| ------------------ | --- | -------------------------------------------- |
| さいたま工事事務所 | 東京外環自動車道（三郷南IC-東京都・千葉県境、外環八潮PA） 圏央道（久喜白岡JCT-坂東ICの4車線化、狭山PAの改築） 東埼玉道路（八潮～松伏）の新設 東北道蓮田SAの改築 | 〒339-8502 埼玉県さいたま市岩槻区加倉260     |
| 東京外環工事事務所 | 東京外環自動車道（中央JCT（仮称）-大泉JCT） | 〒177-0033 東京都練馬区高野台4-1-23          |
| 千葉工事事務所     | 東京外環自動車道（東京都・千葉県境-高谷JCT） 京葉道路（改築） 東関東自動車道（大栄JCT） 圏央道（大栄JCT-松尾横芝IC、松尾横芝IC-東金JCTの4車線化）               | 〒261-0014 千葉県千葉市美浜区若葉2-9-3       |
| つくば工事事務所   | 東関東自動車道（潮来IC-鉾田IC） 圏央道（坂東IC-東金JCTの4車線化、坂東PA）                                                                                       | 〒305-0882 茨城県つくば市みどりの中央8番地1  |
| 横浜工事事務所     | 圏央道（横浜環状南線・横浜湘南道路の区間） 第三京浜道路（野川IC）                                                                                               | 〒241-0833 神奈川県横浜市旭区南本宿町21-1    |
| 長野工事事務所     | 上信越自動車道 長野自動車道（リニューアル工事・橋梁耐震補強工事）                                                                                               | 〒380-0904 長野県長野市大字鶴賀七瀬中町161-1 |

#### 管轄区間の変遷
JH時代は上記の路線のうち関越道（練馬IC-水上IC）・上信越道（藤岡JCT-信濃町IC）・長野道（安曇野IC-更埴JCT）・圏央道（あきる野IC-鶴ヶ島JCT）・北関東道（高崎JCT-伊勢崎IC）は後のNEXCO中日本八王子支社にあたる東京第三管理局（その後の東京管理局西局）が、第三京浜・横浜新道・横浜横須賀道路は現在のNEXCO中日本東京支社にあたる東京第一管理局（その後の東京管理局）が管轄していた。その後、民営化直前の2005年7月に東京管理局・東京管理局東局・東京管理局西局がそれぞれ関東第二支社（現在のNEXCO中日本東京支社）・関東第一支社（現在のNEXCO東日本関東支社）・関東第二支社八王子管理局（後のNEXCO中日本八王子支社）となった際にこれらの路線は全て関東第一支社の管轄になり、民営化後はNEXCO東日本関東支社へ引き継がれた。
この他、JH時代には日光宇都宮道路も管轄していたが、民営化直前の2005年6月28日に栃木県道路公社に移管された。